# Javi Navarro
Francisco Javier Vicente Navarro, mer känd som Javi Navarro, född 6 februari 1974 i Valencia, är en spansk före detta professionell fotbollsspelare (försvarare) som avslutade karriären som lagkapten i Sevilla FC 2009. Mellan 2001 och 2009 spelade Navarro 168 ligamatcher och gjorde 3 ligamål för Sevilla.
Navarro landslagsdebuterade för Spanien i vänskapsmatch mot Rumänien den 15 november 2006. Då blev han den nästa äldsta spanska landslagsdebutanten någonsin efter tidigare Real Madrid-stjärnan Ferenc Puskás som var 34 år när han debuterade. Han spelade fyra landskamper för Spanien.